# Hạc Sơn, Hạc Bích
Hạc Sơn (chữ Hán giản thể:鹤山区, âm [[Hán Việt: Hạc Sơn khu) là một quận thuộc địa cấp thị Hạc Bích, tỉnh Hà Nam, Cộng hòa Nhân dân Trung Hoa. Quận Hạc Sơn có diện tích 159 km², dân số năm 2002 là 130.000 người. Về mặt hành chính, quận Hạc Sơn được chia thành các đơn vị hành chính gồm 5 nhai đạo, 2 hương. 
- Nhai đạo: Trung Sơn Lộ, Cửu Khoáng Trường, Tân Hoa Nhai, Trung Sơn Bắc Lộ và Hạc Sơn Nhai.
- Hương: Hạc Bích Tập và Cơ Gia Sơn.